# Haemulon plumierii

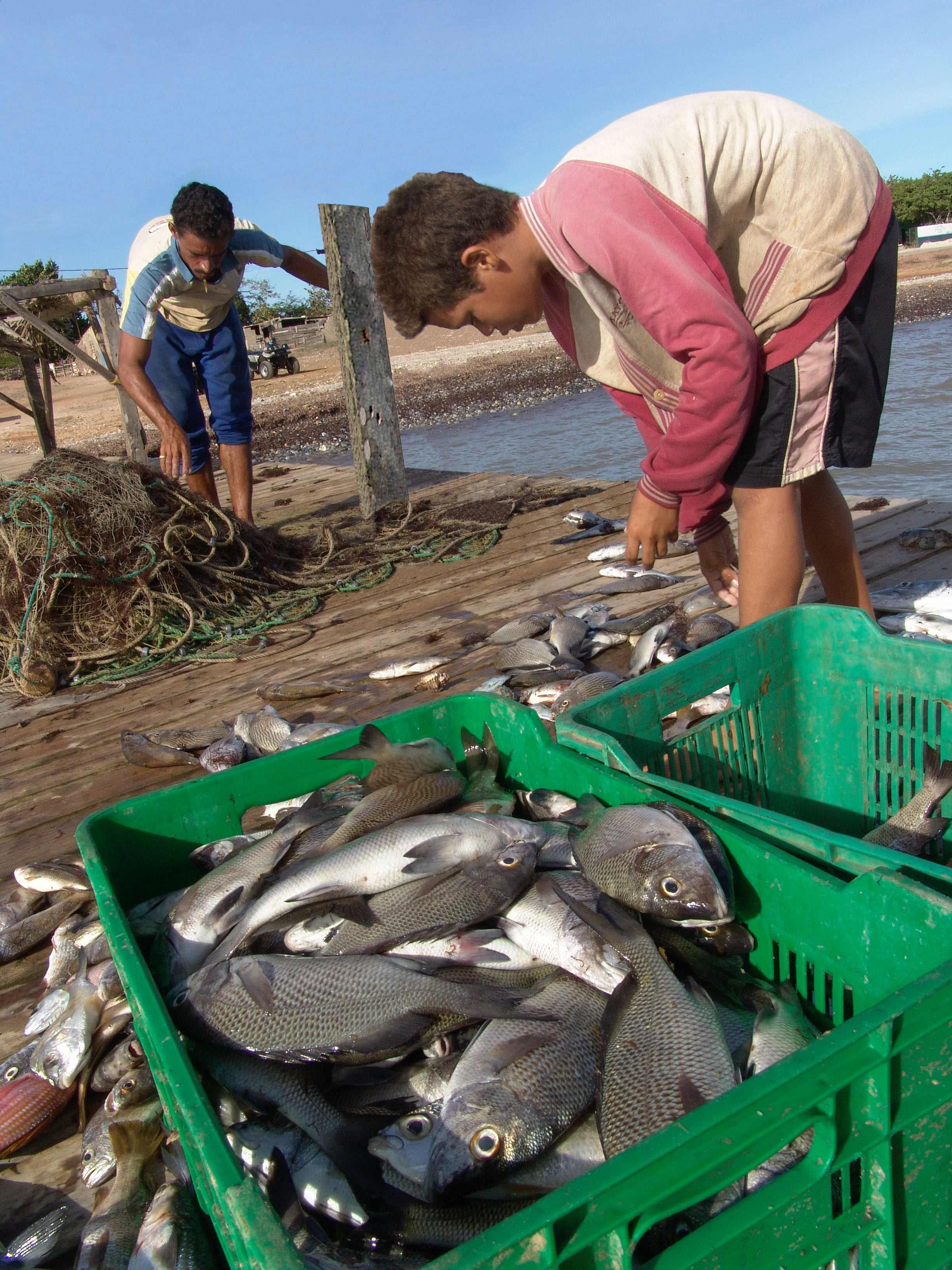
Pescadores de Haemulon plumierii, Isla de Coche, Nueva Esparta.

Haemulon plumierii, de nombre común corocoro, chac-chí, ronco arará o ronco margariteño, es un pez de la familia de los haemúlidos distribuido por la costa atlántica de América.
Puede alcanzar 63 cm de longitud, y 5 kg de peso. Es un pez caracterizado por ser gruñidor. En su dorso pueden observarse líneas azules que lo caracterizan. El color debajo de las escamas es en general amarillento, con muchas líneas azules oscuras en la cabeza. 
Las escamas en trazos de su cuerpo son azules y amarillas, que en conjunción forman patrones distintivos para cada pez. El interior de su boca es de color rojo.
Este pez es comestible. Por lo general, se suele consumir friéndolo, si bien también se puede preparar asado a la plancha o a la parrilla, o bien como parte del sancocho de pescado (esto principalmente en las islas de Margarita y Coche).